# (4380) Geyer
(4380) Geyer ist ein Hauptgürtelasteroid, der am 14. August 1988 von Eric Walter Elst vom Observatoire de Haute-Provence aus entdeckt wurde.
Der Asteroid wurde nach dem deutschen Astronomen Edward H. Geyer benannt.